# کلاغ (فیلم ۱۹۹۴)
کلاغ (به انگلیسی: The Crow) عنوان فیلمی به کارگردانی الکس پرویاس محصول سال ۱۹۹۴ که بر اساس داستان مصور (کمیک) کلاغ اثر جیمز اوبار که در سال ۱۹۸۹ به نگارش و تصویر درآمده بود، ساخته شده‌است. در این فیلم براندون لی (پسر بروس لی) در نقش اریک دراون/کلاغ ظاهر شده‌است. براندون حین فیلمبرداری این فیلم بر اثر ضرب گلوله کشته شد.

## داستان فیلم
در شب شیطان، در دیترویت ویران شده و فرسوده، زن جوانی به نام شلی وبستر مورد تجاوز قرار می گیرد و به شدت مجروح می شود در حالی که نامزد راک‌استار او، اِریک دِراوِن مورد اصابت گلوله قرار می گیرد و پس از سقوط از پنجره آپارتمانشان به قتل می رسد.
گروهبان پلیس داریل آلبرشت، شلی را تا بیمارستان همراهی می کند، اما او در نهایت به دلیل جراحات وارده می میرد. در روایتی افسانه کلاغی که ارواح را به سرزمین مردگان می برد، آمده است. اگر فرد در شرایط غم انگیز بمیرد، کلاغ می تواند روح ناآرام او را زنده کند تا اوضاع را درست کند.
یک سال بعد، سارا، دختر جوانی که این زوج به دلیل غیبت مادرش از او مراقبت می کردند، از قبر شلی و اریک بازدید می کنند. کلاغی روی سنگ قبر اریک فرود می آید و روی آن ضربه می زند و او را زنده می کند. اریک سرگشته و مضطرب به آپارتمان ویران شده اش برمی‌گردد و قتل‌ها را تجربه می‌کند: باندی از مردان - تین تین، فان‌بوی، تی‌برد و اسکانک - این زوج را مورد هدف قرار دادند، زیرا آنها به اخراج اجباری در ساختمان آپارتمان خود اعتراض داشتند. رهبر باند، رئیس جنایت بی رحم تاپ‌دلار، قصد داشت آن را تصرف کند. اریک که متوجه می‌شود هر جراحتی که می‌بیند فوراً التیام می‌یابد، رنگ سیاه و سفید را به صورتش می‌کشد و با هدایت کلاغ برای گرفتن انتقام مرگ خودش و شلی می‌رود.
کلاغ اریک را به تین تین هدایت می کند که اریک او را با چاقو می کشد. او سپس به مغازه‌ای می‌رود که تین تین حلقه نامزدی شلی را به گرو گذاشته بود. اریک حلقه را پس می‌گیرد و مغازه را منفجر می‌کند، اما به مالک (فردی بنام گیدئون) رحم می‌کند تا بتواند به مردان تاپ‌دلار هشدار دهد که اریک به دنبال آنها می‌آید. آلبرشت شروع به بررسی آشفتگی‌های آشکار هوشیاری می‌کند در حالی که اریک فان‌بوی را می‌یابد که با دارلا، مادر معتاد سارا، مواد مخدر مصرف می‌کند. 
او به فان‌بوی مواد مخدر کشنده تزریق می‌کند و داروها را از بدن دارلا پاک می کند و به او می گوید که سارا به او نیاز دارد.
اریک به ملاقات آلبرشت می‌رود و سوءظن او را در مورد هویت خود تایید می کند. آلبرشت به اریک می گوید که او تا زمان مرگ شلی در کنار او ماند و شاهد سی ساعت رنجی بود که او تجربه کرد. اریک آلبرشت را لمس می کند و دردی را که شلی احساس می کرد جذب می کند. بعداً اریک سارا را از تصادف با ماشین نجات می دهد و به او نشان می دهد که برگشته است. نفر بعدی که اریک آن را هدف قرار می‌دهد، تی‌برد است که او را در یک انفجار می کشد. 
صبح روز بعد، سارا و دارلا با هم آشتی می کنند و سارا دوباره با اریک در آپارتمانش متحد می شود. تاپ‌دلار جلسه ای با همکارانش برگزار می کند تا در مورد برنامه های خود برای سوزاندن شهر در شب شیطان صحبت کند. اریک جلسه آنها را مختل کرده و باعث کشته شدن نیمی از نیروهای تاپ‌دلار می‌شود اما تاپ‌دلار و معشوقه‌ و خواهر ناتنی‌ش ش، مایکا، به همراه دست راستش، گرَنج فرار می‌کنند. اریک که متوجه مخفی شدنِ اسکانک در زیر میز می شود،با او درگیر شده و در نهایت او را از پنجره پرتاب می‌کند و به زندگیش پایان می‌دهد. مایکا به درستی این فرضیه را مطرح می کند که کلاغ منبع جاودانگی اریک است.
اریک که از رویه انتقام‌گیریش راضی است، حلقه نامزدی شلی را به سارا هدیه می دهد و به قبر او باز می گردد. گرنج سارا را در حالی که در حال رفتن به خانه است ربوده و او را به همراه مایکا و تاپ دلار که حلقه شلی را می گیرد به کلیسایی متروک می برد. اریک توسط کلاغ از وضعیت بد او مطلع می شود و برای نجات او می شتابد، اما در کمین گرنج قرار می گیرد و گرنج کلاغ را زخمی می کند تا اریک را آسیب پذیر شود. آلبرشت از راه می رسد و گرنج را می کشد.
مایکا تلاش می کند تا کلاغ را برای جاودانگی اش بگیرد. اما کلاغ به او حمله کرده و چشمانش را با پنجه بیرون می‌کشد و باعث می‌شود تا او از برج ناقوس سقوط کرده و بمیرد. تاپ‌دلار به همراه سارا به پشت بام کلیسا عقب نشینی می کند، جایی که او با اریک درگیر شده و او را به شدت زخمی می کند. اریک درد شلی در آخرین ساعات زندگیش را به تاپ‌دلار منتقل کرده و باعث می‌شود که او از پشت بام به پایین پرتاب شده و روی یک غارگول به چوب کشیده شود و کشته شود.
سارا و آلبرشتِ زخمی از کلیسا خارج می شوند، در حالی که اریکِ دردمند به قبر شلی می رود؛ جایی که روح شلی ظاهر می‌شود تا او را آرام کند و بدنش را برای استراحت برگرداند. مدتی بعد، سارا از قبرها بازدید می کند و کلاغ حلقه شلی را به او برمی گرداند.

## بودجه و فروش
برای ساخت فیلم کلاغ پانزده میلیون دلار هزینه شد. این فیلم در گیشه صد و چهل و چهار میلیون دلار فروش کرد.

## بازیگران
- براندون لی، در نقش اریک دراون/کلاغ
- سوفیا شیناس، در نقش شلی وبستر
- راشل دیویس، در نقش سارا
- ارنی هادسون، در نقش گروهبان آلبرشت
- مایکل وینکات، در نقش تاپ‌دلار
- بایی لینگ، در نقش مایکا
- آنا تامسون، در نقش دارلا، مادر سارا
- دیوید پاتریک کلی، در نقش تی‌برد
- آنجل دیوید، در نقش اسکَنک
- لارنس میسون، در نقش تین‌تین
- مایکل ماسی، در نقش فان‌بوی
- تونی تاد، در نقش گرَنج
- جان پولیتو، در نقش گیدئون
- بیل ریموند، در نقش میکی
- مارکو رودریگز، در نقش کارآگاه تورِس

## مرگ براندون لی
در ۳۱ مارس سال ۱۹۹۳ در حین فیلمبرداری سکانسی از این فیلم، براندون لی در بیست و هشت سالگی به ضرب گلوله کشته شد.

## دنباله‌ها
تاکنون سه دنباله بر فیلم کلاغ ساخته شده‌است که از داستان متفاوتی با این فیلم برخوردارند.
- کلاغ: شهر فرشتگان - ۱۹۹۶ با بازی وینسنت پیه ریز در نقش کلاغ
- کلاغ: رستگاری - ۲۰۰۰ با بازی اریک مابیوس در نقش کلاغ
- کلاغ: دعای شیطانی - ۲۰۰۵ با بازی ادوارد فورلونگ در نقش کلاغ

در سال ۲۰۱۰ تصمیم گرفته شد تا فیلم تازه‌ای دربارهٔ این شخصیت با بازی مارک والبرگ ساخته شود که این پروژه منتفی شد. در سال ۲۰۱۱ ساخت این پروژه با بازیگر تازه‌ای از سر گرفته شد.

## مجموعه
در سال ۱۹۹۸ کلاغ: مسیر بهشت با بازی مارک داکاسکوس در نقش کلاغ ساخته شد. این مجموعه از نظر داستانی و شخصیت ارتباط مستقیم با این فیلم دارد.